# 金安陵
安陵，是中国金朝开国皇帝金太祖的曾祖父完顏石魯的陵墓。
金熙宗即位后，天会十四年（1136年），追尊完顏石魯谥号为成襄皇帝，庙号昭祖。皇统四年（1144年），称完顏石魯在金上京（今黑龙江省阿城市白城子）附近的墓葬地为安陵。正隆元年（1156年），完颜亮将完顏石魯改葬于大房山（今北京市房山区），陵号依然是安陵。明朝末年，因为后金反明，被明朝政府破坏。